# 小林躋造
小林躋造（日语：／ Kobayashi Seizō，1877年10月1日—1962年7月4日），日本海軍軍人，台灣日治時期第17任臺灣總督，最終階級海軍大將，從二位。
生於廣島縣廣島市。畢業於廣島縣立福山誠之館中學校、修道高等學校、海軍大學校，1913年開始長期駐於英國、美國等，參与過日內瓦裁軍會議，曾任日本駐英國大使館海軍武官，1930年以後歷任海軍次官、聯合艦隊司令長官、軍事參議官等。1936年3月轉為預備役大將，同年在海軍的積極運作下，於9月2日出任台灣總督。以「皇民化、工業化、南進基地化」三原則統治台灣。任內大事：1936年11月設官民合營的台灣拓殖株式會社，主要在開發未墾土地，鼓勵日本人移民至台灣，協助日本人在南支、南洋的拓殖事業，發展工業，並對廈門、海南島等日本占領地於行政方面積極配合；強力推動皇民化運動，強制廢止台灣報紙的漢文欄；獎勵台灣人改日本姓名；禁止歌仔戲、布袋戲；廢止台灣陰曆年習俗，但台灣人照過，日本人乃訂陰曆初一起五日內為勞動服務週，積極改造台灣文化；強制參拜神社；實施管制米穀輸出；關閉中央研究所；設熱帶醫學研究所；建農業試驗場；新高港築港開工；建基隆港船塢；設立國家公園（大屯、次高太魯閣、新高阿里山）。1940年11月辭台灣總督職，後任大政翼贊會中央協力會議議長、翼贊政治會總裁、國務大臣等，1944年被敕選為貴族院議員。戰後被指為戰犯，入巢鴨監獄，旋獲釋。
坊間有《小林躋造傳》及《海軍大將小林躋造覺書》等。

## 榮譽
位階
- 1900年（明治33年）2月20日 - 正八位[1]
- 1901年（明治34年）12月17日 - 從七位[2]
- 1903年（明治36年）12月19日 - 正七位[3]
- 1908年（明治41年）12月11日 - 從六位[4]
- 1914年（大正3年）1月30日 - 正六位[5]
- 1917年（大正6年）4月20日 - 從五位[6]
- 1922年（大正11年）5月10日 - 正五位[7]
- 1926年（昭和元年）12月28日 - 從四位[8]
- 1931年（昭和6年）12月15日 - 正四位[9]
- 1934年（昭和9年）1月15日 - 從三位[10]
- 1936年（昭和11年）4月18日 - 正三位[11]
- 1944年（昭和19年）12月28日 - 從二位[12]

勳章
- 1925年（大正14年）3月27日 - 勳二等瑞寶章

## 著作
- 伊藤隆、野村實 編『海軍大将小林躋造覚書』（山川出版社、1981年） ISBN 978-4-634-26050-4